# Filippo Calendi
Filippo Calendi (Firenze, ... – 1849) è stato un pittore e incisore italiano.

## Biografia
Nacque a Firenze agli inizi del XIX secolo. Seguendo le orme del padre Giuseppe (1761-1831) fu pittore, disegnatore e incisore, allievo di Raffaello Morghen.
Nel 1844 venne nominato aiuto di Giuseppe Bezzuoli, maestro della classe di pittura. Opere del Calendi si conservano al British Museum di Londra. Il Calendi morì nel 1849. Presso la Biblioteca Roncioniana è conservata una filza che comprende le carte relative a Filippo Calendi, all'interno della sequenza dei manoscritti roncioniani, e che reca la seguente segnatura, seguita fra parentesi quadra dalla relativa collocazione: 648 [S-VII-8].